# Азиатски бурундук
Азиатски или Сибирски бурундук (Eutamias sibiricus) е бозайник от разред Гризачи, най-близкият му роднина е катерицата. Цветът на козината е червено-песъклив с пет тъмни ивици по гърба на животното. Дължината на тялото е от 12 до 17 cm, а опашката от 6 до 8 cm. Видът е разпространен в Северна Монголия, Северен Китай, Северна Япония и голяма част от Сибир.
Сибирският бурундук се храни със семена, предимно на шишарки, но също така яде и други зърнени култури. Подобно на катерицата той събира семена за зимата, като понякога запасите достигат 5 кг, което е почти 10 пъти повече от собствената им тежест. 15% от бурундуците не оцеляват по време на зимен сън.